# هیسایاما، فوکوئوکا
هیسایاما، فوکوئوکا (به لاتین: Hisayama, Fukuoka) یک منطقهٔ مسکونی در ژاپن است که در استان فوکوئوکا واقع شده‌است. هیسایاما  ۷٬۶۹۲ نفر جمعیت دارد.